# Gordon Allport
Gordon Willard Allport (11. listopadu 1897 Montezuma, Indiana – 9. října 1967 Cambridge, Massachusetts) byl americký psycholog, průkopník psychologie osobnosti.
Odmítl psychoanalytický pohled na osobnost na straně jedné a behavioristický na straně druhé, s tím, že "první jde moc do hloubky a druhý moc málo". Uznával roli minulosti na formování osobnosti, odmítl však přeceňování dávných dětských zážitků a věřil v to, že rozhodující pro chování je aktuální sociální kontext jedince. Zvláštní pozornost věnoval problematice hodnot (začal užívat škály), vlastností (známé je jeho rozlišení kardinálních, hlavních a sekundárních vlastností) či předsudků (zavedl v této souvislosti pojem obětní beránek). Byl 11. nejcitovanějším psychologem ve 20. století.

### České překlady
- ALLPORT, Gordon Willard. O povaze předsudků. Praha: Prostor, 2004. 576 s. ISBN 80-7260-125-3.